# E442
La ruta europea E442 és una carretera que forma part de la Xarxa de carreteres europees. Comença a Karlovy Vary (República Txeca) i finalitza a Žilina (Eslovàquia). Té una longitud de 583 km. Té una orientació d'est a oest.

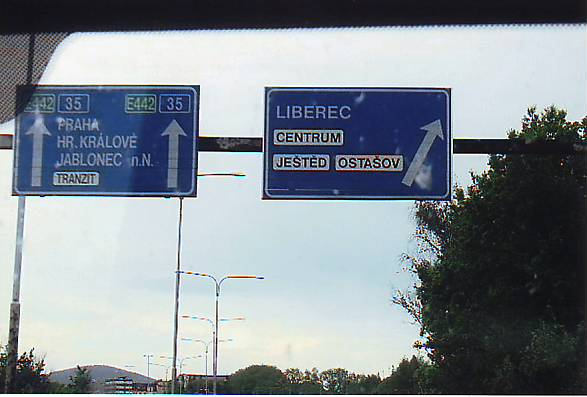
Ruta europea E442 prop Liberec (República Txeca).